# Munír Habíb Habíb
Munír Habíb Habíb (arab írással منير حبيب حبيب; tudományos átiratban Munīr Ḥabīb Ḥabīb; Dzsabla, 1953. szeptember 3. –) szír kiképzett kutató-űrhajós. Az Interkozmosz (oroszul: Интеркосмос [Intyerkoszmosz]) a Szovjetunió és kelet-európai országok, majd később további csatlakozók közös űrkutatási programja keretében, a Szojuz TM-3 programban vett részt, de űrrepülést nem hajtott végre.

## Életpálya
Aleppóban 1973-ban végezte el a kísérleti katonai iskolát. A szíriai légierő pilótája, alezredes. 1985. szeptember 30-tól részesült űrhajós kiképzésben. Muhammad Ahmad Fárisz mellett volt tartalék űrhajós, aki 1987. július 22. és július 30. között tartózkodott a Mir űrállomáson a Szojuz TM–3 szállító űrhajóval végrehajtott program részként. 

### A misszió tartalék személyzete
- Anatolij Jakovlevics Szolovjov parancsnok
- Viktor Petrovics Szavinih fedélzeti mérnök
- Munír Habíb Habíb kiképzett kutatóűrhajós